# Gustav Mensching
Gustav Mensching (* 6. Mai 1901 in Hannover; † 30. September 1978 in Düren) war ein deutscher evangelischer Theologe, der sich zunehmend der Religionswissenschaft zuwandte, deren Eigenständigkeit und Erkenntnisanspruch in Abgrenzung zur Theologie er betonte und beförderte.

## Leben
Gustav Mensching war der Sohn des Landwirts und Kaufmanns Gustav Mensching (1869–1906) und dessen Ehefrau Johanna geb. Schubart (1874–1956).
Er schloss 1927 die Ehe mit Erika Dombrowski, aus der zwei Kinder hervorgingen: der Germanist und Schriftsteller Gerhard Mensching und der Philosoph Günther Mensching.
Gustav Mensching studierte an den Universitäten Göttingen, Marburg und Berlin Philosophie, Evangelische Theologie und Religionswissenschaften. In Marburg wurde sein prägender Lehrer Rudolf Otto. In Marburg wurde er zum Dr. theol. promoviert. 1927 habilitierte er sich an der TH Braunschweig für das Fach Religionsgeschichte. Von 1927 bis 1936 war Mensching außerordentlicher Professor für Religionswissenschaften an der Theologischen Fakultät der lettischen Universität Riga. Vom 1. April 1936 bis 1972 war er der erste Professor für vergleichende Religionswissenschaft an der Philosophischen Fakultät der Universität Bonn. Seine Antrittsvorlesung hielt er im Jahr 1942 zum Thema „Der Schicksalsgedanke in der Religionsgeschichte“. In seiner Eigenschaft als Leiter der Bonner Volksbildungsstätte von 1942 bis 1944 publizierte er wiederholt über Arbeit und Ziele sowie die kulturellen Aufgaben der Volksbildung, u. a. im  Westdeutschen Beobachter, dem Amtlichen Organ der NSDAP und sämtlicher Behörden (23. Oktober 1942). Aufgrund seiner Mitgliedschaft im NS-Dozentenbund wurde Gustav Mensching von 1946 bis 1948 die Lehrerlaubnis entzogen. Hamid Reza Yousefi hat jedoch in einer neueren Veröffentlichung Vorwürfe einer Verstrickung Menschings in den Nationalsozialismus zurückgewiesen.
Mensching starb am 30. September 1978 im St. Augustinus-Krankenhaus in Düren-Lendersdorf.

## Werk
In Menschings Gesamtwerk sind drei Schwerpunkte erkennbar: Religionsphänomenologie und -typologie, Religionssoziologie sowie Allgemeine und Vergleichende Religionsgeschichte. Zudem veröffentlichte er mehrere Textausgaben, die im Laufe der Jahre immer wieder nachgedruckt wurden (Das lebendige Wort, 1952, Buddhistische Geisteswelt, 1955, Die Söhne Gottes, 1958). Bereits auf seine Rigaer Jahre ging seine Beschäftigung mit dem Toleranzproblem zurück. 1955 legte er seine klassisch gewordene Studie Toleranz und Wahrheit in der Religion vor, die in verschiedene Sprachen, u. a. ins Japanische, übersetzt wurde. Einen Einstieg in sein Werk bietet Die Religion. Strukturtypen und Lebensgesetze aus dem Jahr 1959.
Mensching war Vertreter eines heute so genannten substantialistischen Religionsbegriffs. Religion ist für Mensching die „erlebnishafte Begegnung mit dem Heiligen und antwortendes Handeln des vom Heiligen bestimmten Menschen“. Grundlegend für seinen Ansatz ist die religionsstrukturelle Unterscheidung von Volksreligionen und Universal- oder Weltreligionen (erstmals in „Volksreligion und Weltreligion“, 1938) sowie das Konzept der Lebensmitte. (Anmerkung: Der von Mensching verwendete Ausdruck „Volksreligion“ ist nicht zu verwechseln mit der Volksfrömmigkeit von Anhängern der Buchreligionen, sondern meint hier schriftlose, eigenständige ethnische Religionen.)
Mensching sieht den Unterschied zwischen Volks- und Weltreligion nicht in erster Linie darin, dass Volksreligionen nur von einem bestimmten Volk getragen werden und spezifische Götter von national beschränkter Reichweite und Mächtigkeit haben, während Universalreligionen übernationale, transkulturelle Ausbreitung erlangten und eine universal mächtige Gottheit bzw. ein impersonal Heiliges (Brahman, Nirvana, Dao, deitas) kennen. Sein Ausgangspunkt ist vielmehr die Frage nach dem Heil. Schon in den beiden Abhandlungen „Die Idee der Sünde“ (1931) und „Zur Metaphysik des Ich“ (1934) finden sich hierzu vorbereitende Gedanken. Mit der Unterscheidung von „aktueller und konkretisierter“ sowie „genereller und essentieller Sünde“ gelang es Mensching, zwei grundverschiedene Unheilsstrukturen herauszuarbeiten, die wiederum Indikatoren für zugrundeliegende Unterschiede der Religionsstruktur sind: In der Volksreligion ist eine das Heil garantierende Gemeinschaft (Familie, Sippe, Clan, Stamm u. a.) Träger der Religion, in der Universalreligion das isolierte Individuum. Volksreligionen kennen ein kollektives Heil, in das der Einzelne hineingeboren wird. Kultisch-rituelle Vollzüge erhalten die Funktionsfähigkeit volksreligiöser Systeme. Universalreligionen gehen dagegen von einer existentiellen Unheilssituation aus, in welcher sich der Einzelne vorfindet und die durch die Gewinnung des angebotenen Heils aufgehoben werden kann. Dabei unterscheidet Mensching zwei Grundtypen: „Auf der einen Seite gibt es Religionen, die die Isolierung in der körperhaften Existenz des einzelnen sehen. […] Auf der anderen Seite wird die existentielle Isolierung darin gesehen, dass der einzelne sich von der persönlichen Gottheit abgewandt hat“ (S. 246). Mensching prägte dafür die Begriffe „ichhafte Existenz“ (hier ist das ‚Ich‘ als solches heilshinderlich) und „ichsüchtige Existenz“ (hier ist nicht die Existenz des ‚Ich‘ an sich das Problem, sondern die Tatsache, dass der Mensch alle seine Kräfte nur darauf richtet (Die Religion, S. 248)).
Religion an sich gibt es für Mensching nicht. Religion ist „nur geschichtlich wirklich [...] in einer Vielzahl von Religionen, in denen sowohl die Art der Begegnung mit dem Heiligen als auch die Antwort des Menschen auf diese Begegnung sehr verschieden sein kann. Jede Religion hat daher ihre eigene Lebensmitte [...], die jeweilige Besonderheit sowohl der Begegnung mit dem Heiligen als auch der Antwort auf sie“. Richard Friedli, der Menschings Begriff der „Lebensmitte“ um seine Konzeption der „Tiefenkultur“ erweitert hat, schreibt dazu: „Gustav Mensching hat mit seiner Kategorie Lebensmitte eine äußerst wichtige Intuition festgehalten: die partikulären religionsgeschichtlichen Aussagen, Riten, Hierarchieformen, ethischen Normen, Gebote und Verbote, Gemeinschaftsformen und Handlungsanweisungen sind nicht folkloristische oder zufällige Informationen und Fakten, sondern ebenso viele Konkretisierungen einer fundamentalen Weltanschauung. Von der Lebensmitte her lassen sich die einzelnen dogmatischen, moralischen, liturgischen, organisatorischen und politischen Tatsachen einer religiösen und kulturellen Überlieferung verstehen.“
Gegen die verbreitete theologische und kirchliche Verengung vertrat Mensching einen freien Protestantismus, der ihn zum Bund für Freies Christentum führte, dessen Vorstand er viele Jahre angehörte. Seine religionswissenschaftlichen Beiträge spielen bis heute eine wichtige Rolle im interreligiösen Dialog und für interreligiöse Lernprozesse. Mensching leistete einen wesentlichen Beitrag dazu, die Religionswissenschaft von der Theologie abzukoppeln und als eigenständige Wissenschaftsdisziplin zu etablieren.
Zu Menschings wichtigsten Schülern zählen Hans-Joachim Klimkeit, Karl Hoheisel und Udo Tworuschka, an dessen Lehrstuhl für Religionswissenschaft der Universität Jena sich das Gustav-Mensching-Archiv von 1993 bis 2011 befand. In der Schriftenreihe Bausteine zur Mensching-Forschung (Nordhausen 2002 ff), herausgegeben von Hamid Reza Yousefi, werden Arbeiten über das Werk Menschings publiziert. Die Praktische (bzw. Angewandte) Religionswissenschaft (Richard Friedli, Wolfgang Gantke, Udo Tworuschka) sieht in Gustav Mensching einen ihrer Vordenker.

## Veröffentlichungen (Auswahl)

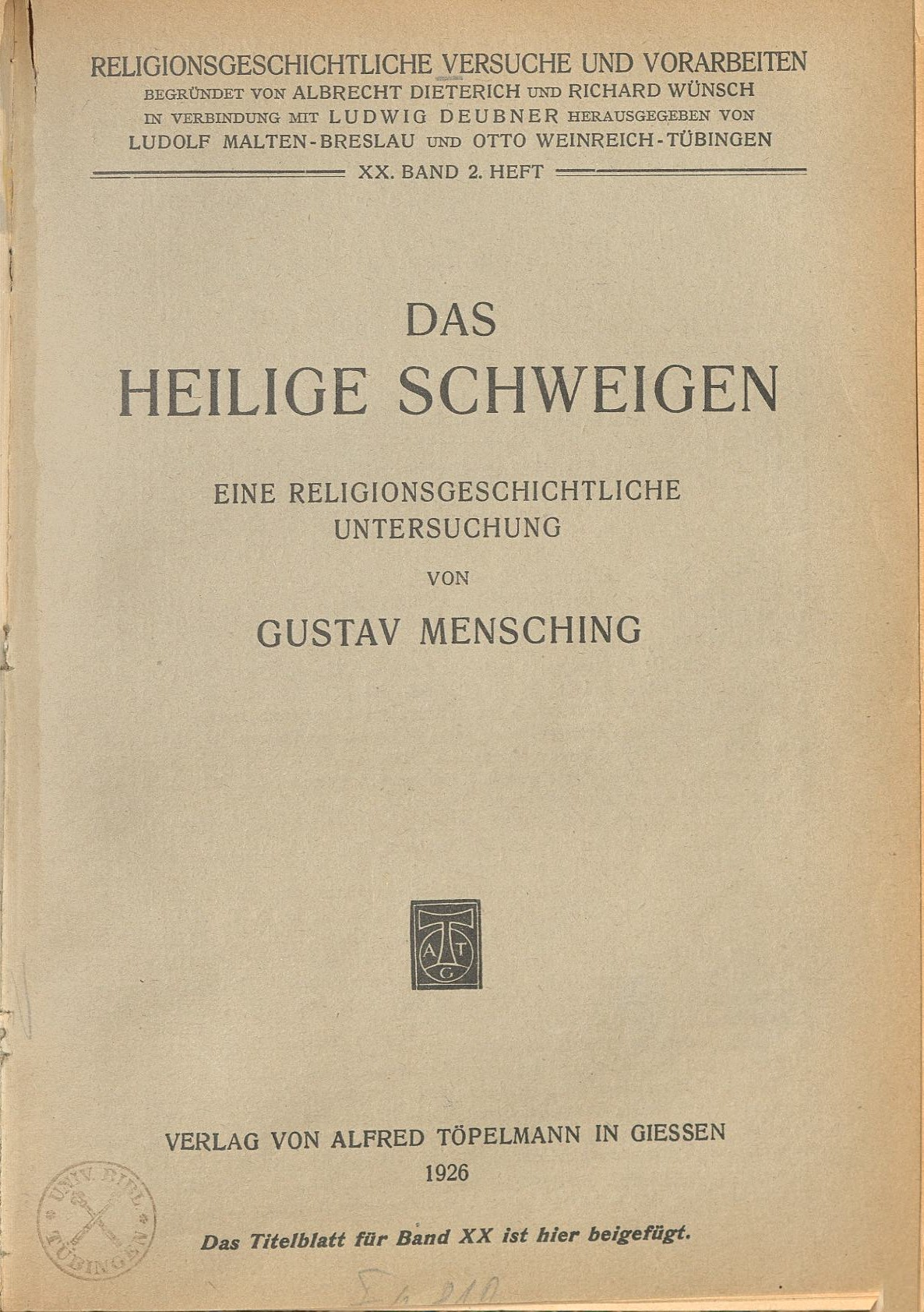
Das heilige Schweigen (1926)

- Die Bedeutung des Leidens im Buddhismus und Christentum; 1924, 1930
- Das heilige Schweigen; 1926
- Die Idee der Sünde; 1931
- Zum Streit um die Deutung des buddhistischen Nirvana; 1933
- Zur Metaphysik des Ich; 1934
- Der Katholizismus – Sein Stirb und Werde; Herausgeber; 1937
- Das heilige Wort; 1937
- Volksreligion und Weltreligion;1938
- Vergleichende Religionswissenschaft; 1938
- Allgemeine Religionsgeschichte; 1940, 19492
- Der Schicksalsgedanke in der Religionsgeschichte. Bonn 1942. 15 S. (Antrittsvorlesungen als Kriegsvorträge der Rheinischen Friedrich-Wilhelms-Universität Bonn; Heft 12)
- Soziologie der Religion; 1947
- Geschichte der Religionswissenschaft; 1948
- Die Religionen und die Welt; 1947
- Gut und Böse im Glauben der Völker; 19502
- Buddhistische Geisteswelt; 1955
- Toleranz und Wahrheit in der Religion; 1955; Neuausgabe, hg. von Udo Tworuschka 1996
- Leben und Legende der Religionsstifter; 1955
- Religiöse Ursymbole der Menschheit; 1955
- Die Söhne Gottes; 1958
- Die Religion. Erscheinungsformen, Strukturtypen und Lebensgesetze; 1959
- Idee und Aufgabe der Weltuniversität; 1962
- Soziologie der großen Religionen; 1966
- Topos und Typos. Motive und Strukturen religiösen Lebens; hg. von Hans Joachim Klimkeit, 1971
- Die Weltreligionen; 1972
- Der offene Tempel. Die Weltreligionen im Gespräch miteinander; Stuttgart 1974
- Buddha und Christus; 1978; Neuausgabe als Herder TB 2004
- Aufsätze und Vorträge Gustav Menschings zur Toleranz- und Wahrheitskonzeption; Bausteine zur Mensching-Forschung 2; hrsg. v. Hamid Reza Yousefi; Würzburg 2002
- Der Irrtum in der Religion (Stuttgart 1969). Neu hrsg. mit dem neuen Untertitel: Eine Einführung in die Phänomenologie des Irrtums; hrsg. von Hamid Reza Yousefi und Klaus Fischer; Nordhausen 2003